# Oleśnica (Petite-Pologne)
Pour les articles homonymes, voir Oleśnica (homonymie).
Oleśnica est une localité polonaise de la gmina d'Olesno, située dans le powiat de Dąbrowa en voïvodie de Petite-Pologne.